# 奴の小万
奴の小万（やっこのこまん、生没年不詳）は、なにわの女侠客。大阪長堀の豪商である三好家のむすめ、お雪。
婿取り娘であったが、望みあって20歳のとき長局（ながつぼね）に奉公する女祐筆となったが、父の死去にあって禁中を去って遺産を相続し、お亀およびお岩という召使いをおいて女伊達となり、その侠気をもって知られた。のち尼となり正慶と号して、関白秀次二百年忌大追善を天王寺でいとなみ、おりからのにわか雨に雨傘5000本をあつめて参詣人を濡らさせなかった。その居を月江庵と称し、生前にここの門頭に棺桶を掛け、人を集めて宴を催し、また遺産金を京都大仏に喜捨し、徳川家をはばかることなく豊太閤の冥福を修すると触れるなど、その奇行で世間を大いに驚かせた。